# Tegorhynchus furcatus
Tegorhynchus furcatus är en hakmaskart som först beskrevs av Van Cleave och Lincicome 1939.  Tegorhynchus furcatus ingår i släktet Tegorhynchus och familjen Illiosentidae. Inga underarter finns listade i Catalogue of Life.